# Godovnikov
Godovnikov (del ruso: Годовников) es un posiólok del raión de Apsheronsk del krai de Krasnodar, en Rusia. Está situado en las vertientes septentrionales del Cáucaso Occidental, en la orilla izquierda del río Psheja, afluente del Bélaya, que lo es del Kubán, 13 km al sur de Apsheronsk y 100 km al sureste de Krasnodar, la capital del krai. Tenía 12 habitantes
Pertenece al municipio Novopoliánskoye.